# فاينيل السلفونات

بنية مجموعة فاينيل السلفونات الوظيفية

فاينيل السلفونات هي فئة من المركبات الكيميائية العضوية التي تحتوي على مجموعة فاينيل السلفون، وهي تلك المجموعة الوظيفية التي تتكون من مجموعة فينيل مرتبطة بمجموعة سلفون. تضم مجموعة فاينيل السلفونات عددًا من المركبات مثل ثنائي فاينيل السلفون، وفينيل فاينيل السلفون، وميثيل فاينيل السلفون، وإيثيل فاينيل السلفون.
تجعل مجموعة السلفون مجموعة الفاينيل محبة للكهرباء، مما يسمح باستخدامها كحامل دوائي للربط مع ثيول بقايا السيستين، وتُعد هذه الطبيعة التفاعلية نفسها مسؤولة عن استخدامها الصناعي الرئيسي في أصباغ فاينيل السلفون.

## الاستخدامات
- يستخدم فاينيل السلفون كمبيد للقواقع والرخويات.[7]
- يُستخدم فينيل فاينيل السلفون في كيمياء الروثينيوم كجزء من تفاعلات أولفين مزدوجة التبادل.[8]
- يستخدم فاينيل السلفون في عمليات تنقية البروتين، خاصة عند ربطه بالميركابتويثانول.[9]